# Districtul Šaľa

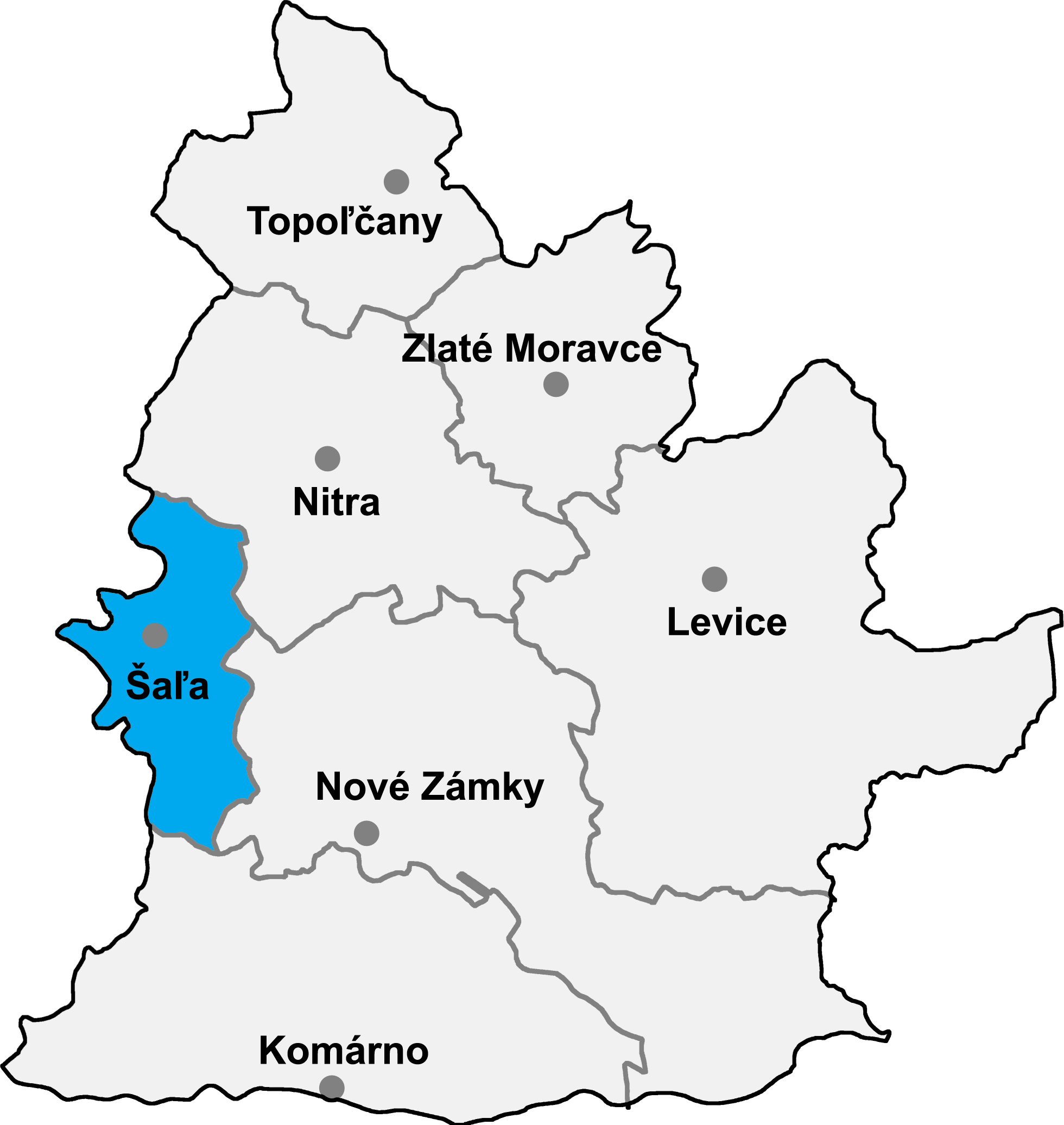
Districtul Šaľa

Districtul Šaľa (okres Šaľa) este un district în Slovacia vestică, în Regiunea Nitra. 

## Demografie
| An:                | 1994   | 2004   | 2014   | 2024   |
| ------------------ | ------ | ------ | ------ | ------ |
| Număr de persoane: | 54.540 | 54.110 | 52.780 | 49.971 |
| Diferență:         |        | −0,78% | −2,45% | −5,32% |

| An:                | 2023   | 2024   |
| ------------------ | ------ | ------ |
| Număr de persoane: | 50.384 | 49.971 |
| Diferență:         |        | −0,81% |

## Comune
- Diakovce
- Dlhá nad Váhom
- Hájske
- Horná Kráľová
- Kráľová nad Váhom
- Močenok
- Neded
- Šaľa
- Selice
- Tešedíkovo
- Trnovec nad Váhom
- Vlčany
- Žihárec